# Верховний Порядок
Верховний Порядок (англ. First Order, дослівний переклад — Перший орден) — вигадана політично-війська організація та відламкова держава у вигаданому всесвіті Зоряних війн, наступниця Галактичної Імперії. Вперша з'явилась в сьомому епізоді трилогії сіквелів та була головною зловісною організацією в трилогії. Верховний порядок був утворений з уламків Галактичної Імперії після її розпаду в шостому епізоді. Основною ціллю організації було знищення Нової Республіки та правління галактикою як автократично-військова диктатура.

## Історія
Верховний Порядок виник із залишків Галактичної Імперії, згідно плану Імператора Палпатіна. Він передбачав свою загибель і заздалегідь подбав про те, щоб Галактична Імперія загинула разом з ним і галактика занурилася в хаос. Після битви при Ендорі, де загинув Палпатін, сили Імперії виявилися дезорганізованими. Вони почали боротися між собою, щоб найсильніші зрештою вижили та вирушили у Незвідані регіони галактики аби там відбудувати державу.
У Незвіданих регіонах, прихованих від посталої в галактиці Нової Республіки, вцілілим командуванням Імперії було засновано Верховний Порядок. Точна дата заснування організації невідома. Її очолила таємнича особа на ім'я Сноук, який прийняв титул верховного лідера після смерті Імператора Палпатіна. Як і його попередник, він покладався на загони штурмовиків та флот з нового типу кораблів «Зоряних руйнівників». Основною базою стала Старкіллер, що являє собою льодову планету, яка після довгих років модернізацій перетворилася на суперзброю, здатну знищувати на значній відстані цілі зоряні системи.
Нова Республіка не сприймала Верховний Порядок за значну загрозу. Як пряма відповідь на піднесення Верховного Порядку, була сформована велика неофіційна група, відома як Опір, за підтримки уряду Нової Республіки. До складу Опору увійшли члени колишнього Альянсу повстанців, такі як Принцеса Лея Органа і Адмірал Акбар, які безпосередньо сприяли поваленню Галактичної імперії за 30 років до того.
Учень Сноука, Кайло Рен — син Хана Соло і вихованець Люка Скайвокера, в пошуках могутності став розшукувати Люка з метою вбити його. Інформація про його розташування була схована в дроїда пілотом По Дамероном. Згодом його знайшла здібна до керування Силою дівчина Рей та приєдналася до штурмовика-втікача Фіна, Хана Соло й Чубакки. Разом з По. Верховний Порядок застосував Старкіллер для знищення столиці Нової Республіки, чим дезорганізував галактику і почав наступ. В ході атаки на Старкіллер базу було знищено, але Сноук і Кайло Рен вціліли.
Штаб-квартиру Верховного Порядку було перенесено на флагман «Верховенство», звідки координувалися напади на осередки Опору. Зрештою Рей розшукала Люка Скайвокера і переконала його допомогти в боротьбі. До того часу залишки Опору евакуювалися на планету Крайт, переслідувані «Верховенством». Кайло Рен убив Сноука і сам очолив Верховний Порядок, після чого спрямував сили на Крайт. Забезпечуючи втечу повстанців, Люк затримав Кайло Рена, а «Верховенство» було тяжко пошкоджено тараном.